# Amélia (2000)
Amélia é um filme brasileiro do gênero comédia de 2000 dirigido por Ana Carolina, inspirado na visita da atriz francesa Sarah Bernhardt ao Brasil, em 1905. No filme, a atriz passa por uma crise profissional e pessoal, mas é induzida por sua governanta brasileira , Amélia, para começar a se apresentar no Rio de Janeiro. No entanto, a atriz é obrigada a conviver com as exóticas irmãs de Amélia.
Ana Carolina já havia escrito o roteiro do filme em 1989, mas não o produziu por falta de dinheiro. Foi rodado em Pernambuco e no Rio de Janeiro. Estreou no Festival de Cinema de Biarritz, onde Béatrice Agenin ganhou o prêmio de melhor atriz. O filme recebeu três indicações no Grande Prêmio do Cinema Brasileiro nas categorias de melhor atriz, para Miriam Muniz, melhor roteiro e melhor direção de arte.

## Sinopse
A história, fictícia, baseia-se na visita (real) que Sarah Bernhardt fez ao Brasil em 1905.

## Elenco
- Marília Pêra .... Amélia
- Béatrice Agenin .... Sarah Bernhardt
- Camila Amado .... Osvalda
- Pedro Bismarck .... Casca
- Alice Borges .... Maria Luiza
- Marcelia Cartaxo .... dona Abadia
- Betty Gofman .... Vincentine
- Xuxa Lopes .... atriz perdida
- Duda Mamberti .... Lano
- Myriam Muniz .... Francisca
- Otávio III .... porteiro do hotel
- Cristina Pereira .... hóspede do hoel
- Pedro Paulo Rangel .... Salustiano

## Prêmios e indicações
Amélia recebeu três indicações ao Grande Prêmio Cinema Brasil:
- Melhor Atriz (Miriam Muniz)
- Melhor Roteiro
- Melhor Direção de Arte.